# Bongardija
Bongardija (lat. Bongardia), manji biljni rod iz poroice žutikovki kojemu pripadaju dvije vrste trajnica raširenih od Grčke na istok do Srednje Azije

## Vrste
1. Bongardia chrysogonum (L.) Spach
2. Bongardia margalla R.R.Stewart ex Qureshi & Chaudhri

## Vanjske poveznice
|  | Zajednički poslužitelj ima još gradiva o temi Bongardia |
|  | Wikivrste imaju podatke o taksonu Bongardia             |